# Zebre Parma
Zebre Parma (bis 2021: Zebre) ist eine italienische Rugby-Union-Mannschaft aus Parma. Sie wurde 2012 gegründet und spielt in der internationalen Meisterschaft United Rugby Championship anstelle des bis dahin existierenden Vereins Aironi. Die Heimspiele werden im Stadio Sergio Lanfranchi ausgetragen.

## Geschichte
Im Jahr 2012 gründete der italienische Rugbyverband ein neues Franchise, um das aus finanziellen Gründen aufgelöste Team Aironi in der internationalen Liga Pro12 (heute United Rugby Championship) zu ersetzen. Im ersten Jahr des Bestehens verlor das Team alle 22 Spiele. In der Saison 2015/16 schnitt man erstmals besser ab als Benetton Rugby Treviso, das zweite italienische Team der Liga.
Unter dem Namen Zebre firmierte von 1973 bis 1996 ein Zusammenschluss der besten heimischen und ausländischen Spieler der italienischen Liga nach dem Vorbild der Barbarians. Diese Mannschaft trat einmal im Jahr gegen internationale Auswahlen an und sollte so den Rugbysport im Nordwesten Italiens verbreiten.

## Spieler

### Aktueller Kader
Der Kader für die Saison 2019/2020: